# Christiane-Anne d'Anhalt-Köthen
Christiane-Anne Agnès d'Anhalt-Köthen (Köthen, 5 décembre 1726 – Wernigerode, 2 octobre 1790), est la fille de Auguste-Louis d'Anhalt-Köthen, prince d'Anhalt-Köthen de 1728 à 1755, et de sa seconde épouse Émilie de Promnitz-Pless.

## Biographie
Elle est mariée à Henri-Ernest de Stolberg-Wernigerode, fils et héritier du comte Christian Ernest de Stolberg-Wernigerode et veuf en 1741, de Marie-Élisabeth de Promnitz. le mariage est célébré à Köthen le 12 juillet 1742.
Christiane-Anne donne naissance à trois enfants, contribuant ainsi à la survie de la dynastie Stolberg:
- Christian-Frédéric de Stolberg-Wernigerode (1746-1824) marié à Auguste-Éléonore de Stolberg-Stolberg (1748-1821)
- Auguste Frédérique (4 septembre 1743-9 janvier 1783) mariée d'abord, le 5 décembre 1767 à Gustave-Frédéric d'Isembourg-Büdingen (7 août 1715-12 février 1768), marié en secondes noces, le 24 septembre 1768 à Louis-Casimir d'Isembourg-Büdingen (25 août 1710-15 décembre 1775) et marié en troisièmes noces, le 26 juin 1777 à Frédéric de Wendt (décédé le 24 septembre 1818)
- Louise Ferdinande (30 septembre 1744-3 février 1784) mariée le 13 juin 1766 à Frédéric-Erdmann d'Anhalt-Pless (1731-1797)

À la mort de son beau-père en 1771 , elle devient comtesse de Stolberg-Wernigerode, un titre qu'elle occupe jusqu'en 1778, année de la mort de son époux. Le comté ensuite transmis à leur fils unique, Christian Frédéric.